# Prithviraj Chauhan
Rai Pithora, conocido comúnmente como Prithviraj Chauhan (1149–1192), fue un rey rajput de la dinastía Chauhan, que gobernó los reinos de Ajmer y Delhi en el norte de la India durante la mitad última del siglo XII.
Fue el último rey hindú independiente, antes de que Hemu asumiera el trono de Delhi. Ascendió al trono de Dehli en 1179 a la edad de 13 años, y gobernó las capitales gemelas de Ajmer y Delhi, obtenidas de su abuelo maternal, Arkpal o Anangpal III de la dinastía de Tomara en Delhi. Tuvo bajo control gran parte de los actuales estados de Rajastán y Haryana, y unificó los gobiernos hindúes contra las invasiones túrquicas. Su fuga en 1175 con Samyukta (Sanyogita), la hija de Jaichand, el rey de Kannauj, es un popular cuento romántico en la India, y es uno de los temas del Prithviraj Raso, un poema épico compuesto por el poeta de su corte y amigo, Chand Bardai.
Chauhan derrotó a Muhammad de Gur en la primera batalla de Tarain en 1191. Gur atacó por segunda vez al año siguiente, en el cual Chauhan fue derrotado, capturado en la segunda batalla de Tarain (1192) y ejecutado.

## Biografía

### Batallas contra los gobernantes hindués
Prithviraj asumió a la administración del reino a la edad de 16 años, e inmediatamente empezó un proceso de enérgica expansión. Sus objetivos fueron los estados más pequeños del Rajastán, pero su campaña más famosa fue contra los chandelas de Khajuraho y Mahoba. Obtuvo una victoria significativa contra los chandelas bajo Paramardi (1165-1202) y a la vez obtuvo un inmenso botín.: 23  Prithviraj luego mantuvo una lucha de cinco años de 1182 contra los chaulakyas del Guyarat, en la que fue derrotado por Bhima II. Luego inició una lucha contra los Gahadvalas de Kanauj para controlar Delhi y el  doab del Ganges superior. Estando al frente de tantas campañas militares con sus reinos vecino, Prithviraj consiguió un aislamiento político. Esto lo pudo haber impactado durante su enfrentamiento subsiguiente con  Muhammad de Gur.

### Primera batalla de Tarain (1191)
En 1191, Shahabuddin Muhammad Ghori capturó la fortaleza de Bhatinda al este de Punyab, dejando una guarnición de 1200 soldados, el cual estuvo localizado en la frontera de los dominios de Prithiviraj Chauhan. Prithviraj marchó a Bhatinda y encontró a su enemigo en Tarain (también llamado Taraori), cerca de la ciudad antigua de Thanesar. El ejército de Gur inició la batalla atacando con caballería de arqueros en el centro del ejército rajput. Las fuerzas de Prithviraj contraatacaron por tres lados y dominaron la batalla, forzando al ejército enemigo a una retirada. Entretanto, Mu'izz al-Din fue herido en un combate personal con el hermano de Prithviraj, Govind Tai. Prithviraj logró detener el avance de los gúridas hacia Hindustán en la primera batalla de Tarain pero no persiguió el ejército de Gur, no queriendo invadir territorio hostil o juzgar mal la ambición de Gur. En cambio, reconquistó la fortaleza de Bhatinda.

### Entre la primera y segunda batalla de Tarain
Prithviraj parecía tratar la lucha con Gur como una mera lucha fronteriza. Esta visión fue fortalecida por el hecho que Prithviraj hizo pocas preparaciones para cualquier enfrentamiento futuro con Gur. El Prithviraj Raso acusa a Prithviraj de desatender los asuntos del estatales y pasar su tiempo en divertirse durante ese periodo (entre la primera y segunda batalla de Tarain).

### Segunda batalla de Tarain (1192)

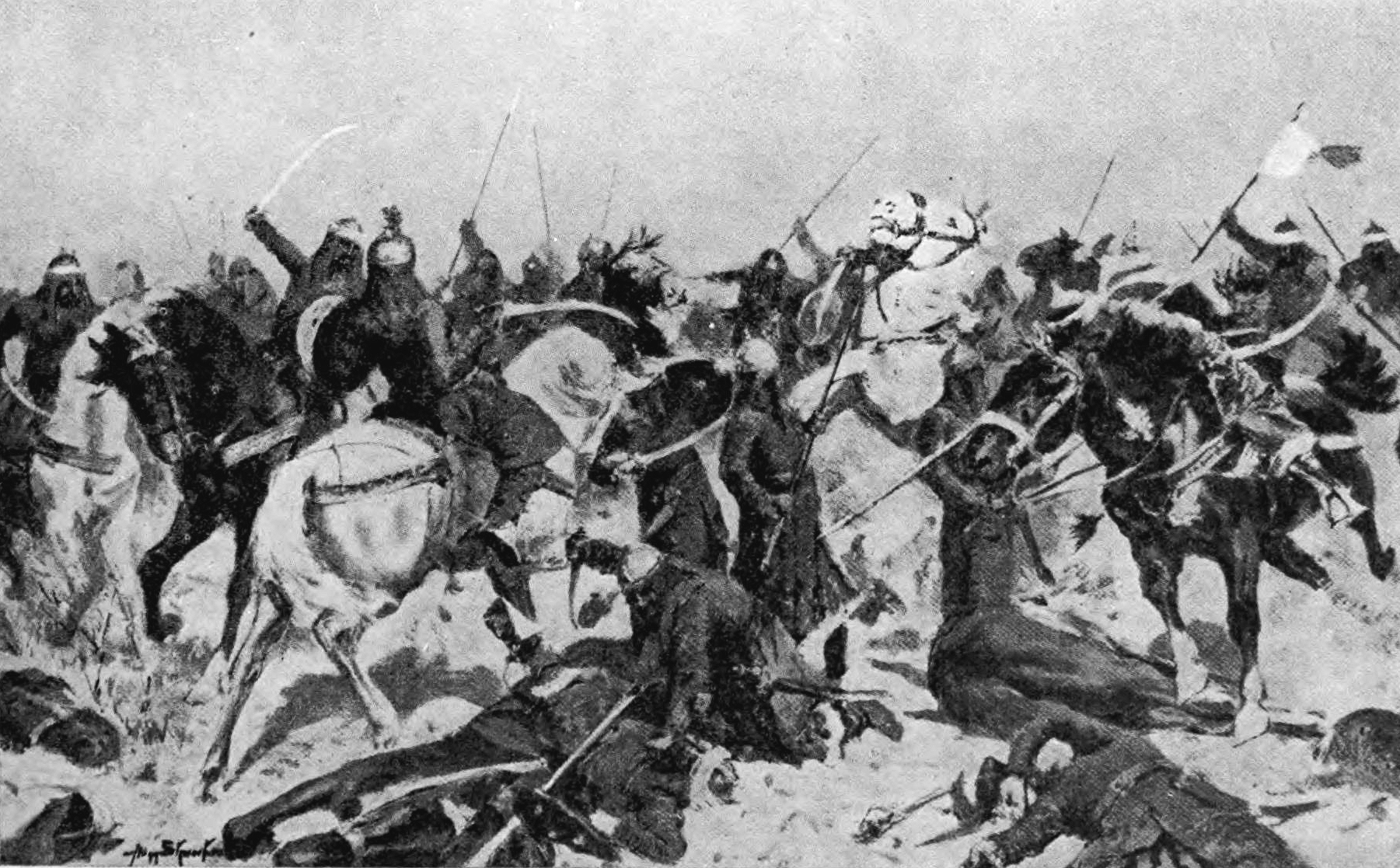
Segunda batalla de Tarain

En 1192, Gur reagrupó un ejército de 120 000 soldados y regresó a desafiar a Chauhan en la segunda batalla de Tarain. Según el historiador persa Firishta, el ejército de Prithviraj constaba de 3000 elefantes, 300 000 jinetes, y una considerable infantería. Esto probablemente sea una exageración para enfatizar la magnitud de la victoria.
Gur dividió sus tropas en cinco partes y atacados a las primeras horas del amanecer, enviando olas de arqueros montados. Retrocedieron cuando avanzó la falange de elefantes de Prithviraj. Gur desplegó las cuatro partes para atacar a los rajputas en cuatro direcciones, manteniendo una quinta parte de su ejército en reserva. El general Khande Rao de las fuerzas de Chauhan fue asesinado. En el crepúsculo, Gur dirigió un ejército de 12 000 jinetes fuertemente armados al centro de la línea rajput, que colapsó provocando una confusión. Chauhan intentó huir pero fue capturado. El ejército rajput quedó dividido y huyó, otorgando así la victoria a Gur. Chauhan fue condenado a muerte.

## Folclore
Prithviraj Raso, un poema folclórico escrito por Chand Bardai, dice que la muerte de Gur (también referido como Ghori) fue causada por Prithviraj con la ayuda de Chadravardai y que después se mataron entre ellos, algo que no se corresponde con los documentos históricos.